# Чаягзъ (вилает Балъкесир)
Чаягзъ (на турски: Çayağzı) е село в околия Ердек, вилает Балъкесир, Турция. Разположено на 0 – 45 метра надморска височина. Населението му през 2000 г. е 597 души, основно турци, българи – мюсюлмани (помаци) и черкези.